# Video Games
Video Games je píseň americké zpěvačky a skladatelky Lany Del Rey. Byla vydána dne 7. října 2011 jako první singl z jejího druhého studiového alba Born to Die. Napsala ji sama Lana Del Rey společně s Justinem Parkerem. Produkce se ujal Robopop. Jedná se o popovou baladu. Píseň vypráví o dívce, která svého přítele miluje natolik, že si váží každé maličkosti, kterou spolu dělají, jako třeba hraní videoher. Sing obdržel od kritiků velmi kladné recenze, které chválili jak genialitu textu, tak i Lanin neuvěřitelný hlas.

## Hudební video
Režie se ujala sama Lana Del Rey. Ve videoklipu můžeme vidět různé jednoduché záběry ze starých filmů, kreslené záběry a Lanu jak zpívá. Videoklip byl nahrán na její VEVO účet 18. října 2011.

## Hudební příčky
| Žebříček (2011)                                    | Nejvyšší umístění |
| -------------------------------------------------- | ----------------- |
| Austrálie (ARIA Charts)                            | 23                |
| Belgie (Ultratop 50 Flanders)                      | 2                 |
| Belgie (Ultratop 50 Wallonia)                      | 2                 |
| Brazílie (Billboard Hot 100)                       | 2                 |
| Brazílie (Billboard Hot Pop Songs)                 | 3                 |
| Dánsko (Tracklisten)                               | 18                |
| Kanada (Canadian Hot 100)                          | 72                |
| Finsko (Suomen virallinen lista)                   | 14                |
| Francie (SNEP)                                     | 2                 |
| Lucembursko (Billboard Luxembourg)                 | 1                 |
| Německo (Media Control Charts)                     | 1                 |
| Česko (IFPI)                                       | 3                 |
| Irsko (IRMA)                                       | 6                 |
| Japonsko (Japan Hot 100)                           | 91                |
| Nizozemsko (Mega Single Top 100)                   | 3                 |
| Rakousko (Ö3 Austria Top 40)                       | 2                 |
| Polsko (Polish Airplay Top 20)                     | 5                 |
| Portugalsko (Billboard Portugal)                   | 5                 |
| Skotsko (Official Charts Company)                  | 10                |
| Slovensko (IFPI)                                   | 1                 |
| Španělsko (PROMUSICAE)                             | 3                 |
| Švédsko (Sverigetopplistan)                        | 5                 |
| Švýcarsko (Schweizer Hitparade)                    | 2                 |
| Spojené království (Official Charts Company)       | 9                 |
| Spojené království (Official Charts Company Indie) | 1                 |
| USA (Billboard Hot 100)                            | 91                |